# Zoe Díaz
Zoe Díaz de Armas (* 5. Juni 2006 in Buenos Aires) ist eine argentinische Hockeyspielerin. Sie gewann mit der argentinischen Nationalmannschaft 2024 die olympische Bronzemedaille.

## Sportliche Karriere
Díaz erreichte Ende 2023 mit der argentinischen Juniorinnenauswahl das Finale bei den Juniorenweltmeisterschaften. Die Argentinierinnen verloren das Finale im Shootout gegen die Niederländerinnen.
Im Mai 2024 debütierte Zoe Díaz in der Nationalmannschaft. Ihr erstes großes Turnier waren die Olympischen Spiele 2024 in Paris. Dort wirkte Díaz in allen acht Spielen mit. Im Vorrundenspiel gegen die Mannschaft aus den Vereinigten Staaten und im Vorrundenspiel gegen die Britinnen erzielte Díaz jeweils ein Tor. Die Argentinierinnen besiegten im Viertelfinale die deutsche Mannschaft im Shootout, wobei Díaz ihren Versuch verwandelte. Im Halbfinale unterlagen sie den Niederländerinnen. Das Spiel um die Bronzemedaille gewannen die Argentinierinnen gegen die belgische Mannschaft im Shootout, wobei Zoe Díaz im Shootout den zweiten Treffer setzte.
Zoe Díaz bestritt bis zum 9. August 2024 14 Länderspiele für Argentinien, in denen sie zwei Tore erzielte. Auf Vereinsebene spielte sie 2024 beim Italiano Hockey Club.